# Культурный форум мировых городов

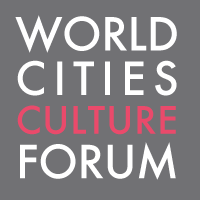
Культурный форум мировых городов

Культурный форум мировых городов (официально — англ. World Cities Culture Forum) — крупная глобальная инициатива по культурному развитию и продвижению ведущих мировых городов. Форум был создан в 2012 году по инициативе мэра Лондона и консалтингового агентства BOP после проведения ХХХ Летних Олимпийских Игр. Кроме Лондона в программу также вошли Нью-Йорк, Шанхай, Париж, Токио, Сидней, Йоханнесбург и Стамбул. Сейчас в деятельности Форума принимают участие 35 городов со всего мира. Предполагается, что Культурный форум мировых городов станет культурным эквивалентом 'Группы двадцати' (G20) —глобального экономического проекта.
Проект быстро приобрел известность в контексте исследования глобальной культурной политики.

## Цели Форума
Мировые города находятся в постоянном движении, непрерывно изменяются; а культура — это песчинка в раковине, которая со временем всегда превращается в жемчужину. Постоянный приток новых людей приносит новые идеи и таланты. Возможность устанавливать новые связи — между городами, различными отраслями, между формальной и неформальной культурой, в интересах коммерческой и некоммерческой сфер — ключевой фактор устойчивого городского развития.
В отличие от многих встреч и симпозиумов представителей разных стран по всему миру, благодаря Культурному форуму мировых городов можно наглядно представить как динамизм, масштаб и уникальность мировых городов превращают их в центральные 'узлы' глобальной культуры. Кроме того, данный Форум не преследует цели работать в коллаборации или инвестировать средства в общий проект. Данный Форум предполагает работу над собственным развитием и продвижением, тем самым давая шанс другим стремиться к лучшему и большему, получая ценный опыт и неограниченное количество профильной информации.

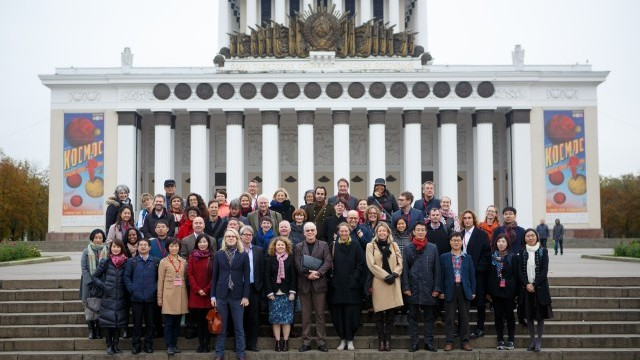
Культурный форум мировых городов в Москве в 2016 году

Следовательно, Форум ставит перед собой следующие цели:
- обоснование решающего вклада культуры в экономический и социальный успех мировых городов
- сбор фактов, отражающих разностороннее влияние культуры на мировой город и его жителей
- обмен опытом в ходе исследования общих проблем и сравнения подходов к инвестициям в культуру и к её развитию

Для реализации вышеуказанных целей проекта ставятся следующие задачи:
- создание онлайн-платформы для предоставления и распространения информации и эффективных методов работы
- организация ежегодных саммитов, поочередно проводящихся в городах-участниках
- подготовка Докладов о развитии культуры в мировых городах, которые публикуются каждые три года и содержат краткое описание культурных достижений и их анализ
- непрерывное проведение совместных исследований и публикация материалов

## Программа Форума
Форум — это место встречи профессионалов городского управления культурой со всего мира, площадка, на которой практики культурного менеджмента могут обменяться опытом, обсудить применение успешных решений и, что не менее важно, поделиться своими опасениями и трудностями.
Во всех городах мира практики в сфере культуры сталкиваются с одними и теми же проблемами. Как сделать проект устойчивым? Как осуществить реальную социальную работу с помощью культурных проектов? Как объяснить свои действия и объединить усилия с горожанами? Что делать, если бюджет очень мал? Как принести культуру в маргинализированные, наиболее уязвимые слои населения? В каждом городе на эти вопросы отвечают по-разному, разрабатывают свои решения, но есть у них и общие черты. В любой выбранной стратегии всегда будут присутствовать выдумка и находчивость, но ещё больше последовательности, ответственности и тяжелого труда.
Высокий уровень урбанизации с начала 20 века показывает, что к 2030 году две трети населения мира будет жить в городах. Правительства сталкиваются со все более сложными проблемами в связи с беспрецедентной скорость изменений. Большое количество глобальных вопросов, начиная от изменения климата и заканчивая борьбой за социальное равенство, ведутся уже не на национальном, а на городском уровне.
Многие руководители городов сегодня признают, что развитие культурного потенциала является основополагающим направлением для создания процветающих городских центров. Политическое и экономическое влияние также ставит роль ведущих городов мира в уникальное положение, устанавливающее глобальную повестку дня устойчивого развития мегаполисов.
Главным отличием Культурного форума мировых городов от других глобальных форумов является не просто реализация средств на единичные проекты, а уделение внимания всем аспектам городских проблем:
- решение вопросов инклюзивного развития общества
- облагораживание городской среды
- разработка более устойчивой идентичности
- привлечение населения к участию в культурной жизни
- поддержка и развитие инноваций

Данный Форум кроме того можно назвать примером активного сотрудничества и слаженной работы городов-участников. ‘Любой дипломат скажет Вам, что добиться согласия от представителей 25 стран на тему конкретного вопроса может быть очень трудной задачей. Каждый год я председательствую на Культурном форуме мировых городов, в котором принимают участие влиятельные руководители многих городов мира. Меня всегда поражает то, как едины во мнении все делегаты, независимо от международной обстановки в мире. Не важно, какие политические или экономические цели они преследуют, ведь их общая цель — повышение роли культуры в наших городах’ (Садик Хан, мэр Лондона).

## Финансирование
Как города могут продолжать расти и привлекать инвестиции, сохраняя при этом свою культурную инфраструктуру, а также вибрацию и разнообразие, которые делают их уникальными? Культурный форум мировых городов дает на это ответы.
Во всем мире сектор культуры финансируется за счет сложного сочетания городских доходов, государственного финансирования, частного спонсорства и благотворительности. Политики в области культуры должны быть весьма находчивыми, чтобы получить полный ‘инструментарий’ вариантов, которые им предоставляются для развития культурных проектов мировых городов.
Начинают появляться новые модели финансирования, такие как социальное финансирование и государственное финансирование за счет кампаний краудфандинга. Однако доля финансирования данных направлений ещё слишком мала, чтобы можно было измерить их результаты.
Яркими примерами инвестиций в культурное развитие могут послужить некоторые мировые центры:
- городские власти Парижа ежегодно выделяют $3.3 млрд из государственного бюджета на развитие культуры. Москва и Лондон расположились на втором месте с расходами $2.4 млрд и $1.6 млрд соответственно.
- в городах Соединенных Штатов в финансировании культурных инициатив преобладают частные пожертвования. За пределами США, за исключением Токио, ни один другой город не имеет более 19 % вложений из частных источников.
- города в Китае все чаще инвестируют в новые и коммерческие культурные формы, в частности в творческие отрасли.
- перечисления в сфере культуры от частных лиц преобладают в США и Великобритании. В Азии, напротив, доминируют корпорации.

## Результаты работы
Итогом работы Форума являются 2 ключевых мероприятия.
1. Ежегодным событием стал Культурный форум мировых городов. Эта уникальная встреча, проводимая на ротационной основе в городах-участниках, позволяющая руководителям городов делиться идеями и знаниями о роли культуры, как организационного принципа, для устойчивого развития города будущего. Начиная с 2012 года принимающими городами уже успели выступить Шанхай, Стамбул, Амстердам, Лондон, Москва, Сан-Франциско. В 2018 году проведение Форума планируется в Сеуле.
2. Составление Доклада о культуре мировых городов о проделанной работе с предоставлением расширенного описания деятельности каждого города. Каждый Доклад публикуется на официальном сайте Форума с переводом ещё на пять языков. Кроме того, информация, не вошедшая в Доклады, также размещается на сайте (это Отчеты о проведении Форума в принимающих городах, важные статистические данные, которые зачастую трудно найти даже на официальном городском сайте, а также тематические проекты).[8]

## Критика
Несмотря на быстрые темпы роста ведущих городов, их развития и продвижения собственных культурных ценностей, существуют и негативные стороны процессов урбанизации и глобализации.
В связи с ростом городского населения, растет также и давление на городские правительства, требующее сохранения индивидуальности и самоидентификации, привлечения бизнес-структур, а также создания высококвалифицированных рабочих мест, оставаясь при этом устойчивым и адаптируемым к любым изменениям.

Растущие города обычно считаются успешными. Экономическое развитие и рост численности населения являются ключевыми признаками благополучия города. Однако рост приводит к определённым проблемам. Нагрузка на инфраструктуру, социальные и экологические системы — все это может негативно отразиться на долгосрочном развитии города. Социальные и культурные противоречия могут нарушить ощущение сопричастности.
'Необходимо уделить особое внимание проблеме нехватки зеленых зон, водных ресурсов и жизненного пространства, которая с каждым днем становится все острее в связи с ускоренными темпами строительства жилья для растущего населения' (Эран Экен, издатель, президент, Исполнительный совет по международным коммуникациям, Стамбул).
Несмотря на то, что культура является ключевым фактором экономического процветания, рост цен на недвижимость и рост социально-экономического неравенства, вызванного быстрым ростом городов, могут угрожать культурной жизни и создавать новые проблемы для лиц, ответственных за политику в области культуры. Это крайне сложная задача для городов мира, в частности, из-за большого объёма капитала, который вливается в них, и беспрецедентной скорости, с которой происходит развитие.
'По мере роста города увеличивается потребность в жилье и рабочих местах, при этом существенно повышаются расходы. Кроме очевидной проблемы роста цен, меняющиеся экономические условия создают угрозу для фундаментальной ценности — души города, его способности быть комфортным для всех (Джон Рахаим, директор по планированию города и округа Сан-Франциско).
Влияние глобальных городов является основополагающим при формировании единой мировой системы городов. За счёт этого наблюдается растущее сходство между городами, даже среди тех, что изначально сильно отличались друг от друга по многим признакам.
'Глобализация приводит к гомогенизации: центральные части городов во всем мире все больше похожи друг на друга из-за присутствия интернациональных брендов и корпораций, которые угрожают развитию местной коммерции и культуры (Иво ван Хув, директор, Toneelgroep, Амстердам).